# Lénaïck Adam
Pour les articles homonymes, voir Adam.
Lénaïck Adam, né le 19 février 1992 à Saint-Laurent-du-Maroni, est un homme politique français.
Il est élu député à l'Assemblée nationale lors des élections législatives de 2017, étant alors le plus jeune député de l'histoire de la Guyane et le premier bushinengue (Noir Marron) 
Son élection est cependant annulée par le Conseil constitutionnel. Réélu lors d'une législative partielle, il est à nouveau député de 2018 à 2022.

## Biographie

### Jeunesse et études
Lénaïck Adam naît le 19 février 1992 à Saint-Laurent-du-Maroni,. Son père, Abongo Adam, est propriétaire d'une des principales pompes à essence d'Albina, d'un permis d’exploitation du site minier aurifère de Délices à Saint-Laurent-du-Maroni, mais également directeur d'une entreprise de transports fluvial de fret et d'une entreprise d'orpaillage.
Lénaïck Adam obtient son baccalauréat en 2011. Il entre alors à l'Institut d'études politiques de Paris. Il effectue son année d'études à l'étranger à l'Université Presbytérienne Mackenzie (en) (Brésil) afin d'en apprendre la langue. En 2014, il opte pour le  master Finance et stratégie de l'institut, dont il sort titulaire en 2016,.
En parallèle de ses études, il dispose d’une délégation de pouvoir au sein de l’entreprise de transports fluvial de fret de son père, Maroni Transports & Liaisons, tout en assurant la gérance de deux autres entreprises, dans le transport fluvial et dans la promotion de l’immobilier et de l’investissement.

### Parcours politique
Il est élu en décembre 2015 conseiller à l'assemblée de Guyane, sur la liste du président Rodolphe Alexandre dans la section de Saint-Laurent-du-Maroni. Il démissionne de ce mandat en juillet 2020.
Candidat de La République en marche aux élections législatives de 2017 dans la 2e circonscription de la Guyane, il est élu au second tour avec 50,22 % des voix.
Son élection est invalidée le 8 décembre 2017 par le Conseil constitutionnel, en raison de l'absence d'assesseurs dans deux bureaux de vote, entraînant l'annulation des suffrages exprimés dans ceux-ci. Le nombre de bulletins annulés étant supérieur à l'écart de voix entre les deux candidats présents au second tour, une nouvelle élection est organisée. Il est réélu député en mars 2018.
Lors de son mandat, il est le seul député de La République en marche à voter contre la suppression de la réserve parlementaire, mesure emblématique des lois pour la confiance dans la vie politique. Après les premières semaines de la législature, le collectif Regards citoyens le classe parmi les députés souvent absents de l'hémicycle. Le député s'en explique en évoquant la distance qui sépare sa circonscription de l'Assemblée nationale. Selon son adversaire aux élections législatives Davy Rimane, ces absences s'expliquent par ses activités de chef d'entreprise, qu'il a conservées, et son inscription dans une université parisienne afin d'y obtenir un diplôme, ce que l'intéressé conteste.
En juillet 2019, à l'occasion de la remise en jeu des postes au sein de la majorité, il se porte candidat à la vice-présidence de l'Assemblée.
Tête de liste LREM à Saint-Laurent-du-Maroni, deuxième ville de Guyane, lors des élections municipales de 2020, il échoue à la deuxième place au premier tour avec 28,25 % des voix, derrière Sophie Charles qui l'emporte. StreetPress relève qu'il a fait, durant sa campagne, « un prêche politico-religieux dans une église évangélique » ; l'équipe de campagne dément le caractère politique de sa prise de parole.
Il est nommé en février 2021 président d'une commission d’enquête parlementaire sur la lutte contre l'orpaillage illégal en Guyane. L'objectif initial de la commission est d'« identifier les responsabilités liées à l’empoisonnement des populations », d'« évaluer l’efficacité des politiques publiques » et de « poser la question de la pertinence de l’indemnisation des victimes empoisonnées au mercure ». Lénaïck Adam y défend l'option d'une légalisation de la pratique, s’éloignant à plusieurs reprises de sa mission initiale selon Mediapart, qui met en avant les nombreux rappels à l'ordre, irrégularités et une condamnation de son père en matière d'orpaillage, et les interventions précédentes du député en sa faveur.
Candidat à l'élection française législative de 2022 dans la 2e circonscription de la Guyane, il est battu par Davy Rimane, le candidat de la Nupes  (54,12 %).

### Affaire judiciaire
En novembre 2017, une de ses collaboratrices dépose une main courante pour harcèlement moral dans le cadre de son travail, à la suite de quoi une enquête préliminaire est ouverte par le parquet. L'affaire a fait l'objet d'un classement sans suite pour infraction insuffisamment caractérisée.